# Lianjiang (Fuzhou)

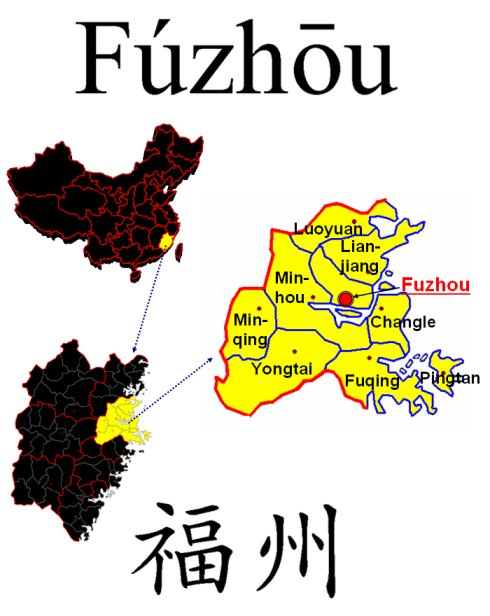
Gliederung der bezirksfreien Stadt Fuzhou

Lianjiang oder Lienchiang (chinesisch 連江縣 / 连江县, Pinyin Liánjiāng Xiàn, W.-G. Lien²chiang¹ Hsien⁴) ist ein Kreis, der zum Verwaltungsgebiet der bezirksfreien Stadt Fuzhou der chinesischen Provinz Fujian gehört.
Der im Norden Fuzhous an der Küste des Ostchinesischen Meeres gelegene Kreis Lianjiang hat eine Fläche von 1.289 km² und 639.498 Einwohner (Stand: 2020).

## Gliederung
Administrativ setzt sich Lianjiang aus 16 Großgemeinden, sechs Gemeinden und einer Nationalitätengemeinde zusammen. Diese sind (Einwohnerzahlen nach Zensus 2000):
- Großgemeinde Fengcheng (凤城镇), 4,8 km², 41.118 Einwohner, Hauptort und Sitz der Kreisverwaltung;
- Großgemeinde Aojiang (敖江镇), 79 km², 34.844 Einwohner;
- Großgemeinde Dongdai (东岱镇), 24 km², 35.582 Einwohner;
- Großgemeinde Guantou (琯头镇), 62 km², 59.288 Einwohner;
- Großgemeinde Xiao'ao (晓澳镇), 18,9 km², 38.147 Einwohner;
- Großgemeinde Donghu (东湖镇), 45 km², 14.848 Einwohner;
- Großgemeinde Danyang (丹阳镇), 112 km², 26.092 Einwohner;
- Großgemeinde Changlong (长龙镇), 73 km², 11.363 Einwohner;
- Großgemeinde Toupu (透堡镇), 25,1 km², 20.080 Einwohner;
- Großgemeinde Mabi (马鼻镇), 34 km², 41.745 Einwohner;
- Großgemeinde Guanban (官坂镇), 42 km², 30.290 Einwohner;
- Großgemeinde Xiaocheng (筱埕镇), 32 km², 28.476 Einwohner;
- Großgemeinde Huangqi (黄岐镇), 20 km², 24.139 Einwohner;
- Großgemeinde Tailu (苔菉镇), 16 km², 26.751 Einwohner;
- Großgemeinde Pukou (浦口镇), 52 km², 38.072 Einwohner;
- Großgemeinde Kengyuan (坑园镇), 30 km², 20.456 Einwohner;
- Gemeinde Pandu (潘度乡), 158 km², 17.722 Einwohner;
- Gemeinde Jiangnan (江南乡), 47 km², 24.740 Einwohner;
- Gemeinde Liaoyan (蓼沿乡), 136 km², 27.297 Einwohner;
- Gemeinde Ankai (安凯乡), 31 km², 17.651 Einwohner;
- Gemeinde Xiagong (下宫乡), 27 km², 13.284 Einwohner;
- Gemeinde Mazu (马祖乡)
- Nationalitätengemeinde Xiaocang der She (小沧畲族乡), 60 km², 3.991 Einwohner.

## Mazu-Inseln
Die der Küste vorgelagerten Mazu-Inseln mit etwa 10.000 Einwohnern, die unter der Kontrolle der Republik China auf Taiwan stehen, sind historisch Teil des Kreises Lianjiang. Die Volksrepublik China betrachtet die Inselgruppe als "Gemeinde Mazu" (馬祖鄉 / 马祖乡) ihres Kreises Lianjiang. Von der Republik China werden die Inseln als "Landkreis Lianchiang" (連江縣 / 连江县) der "Provinz Fujian (Republik China)" von Jincheng (Kinmen) aus verwaltet, so dass der Kreis eine Verwaltungseinheit sowohl der Volksrepublik als auch der Republik China darstellt.

## Ethnische Gliederung der Bevölkerung Lianjiangs (2000)
Beim Zensus im Jahr 2000 wurden 599.962 Einwohner gezählt (Bevölkerungsdichte: 50,38 Einwohner/km²).
| Name des Volkes | Einwohner | Anteil  |
| --------------- | --------- | ------- |
| Han             | 586.711   | 97,79 % |
| She             | 011.918   | 01,99 % |
| Hui             | 000.601   | 00,10 % |
| Tujia           | 000.163   | 00,03 % |
| Miao            | 000.129   | 00,02 % |
| Mongolen        | 000.122   | 00,02 % |
| Zhuang          | 000.055   | 00,01 % |
| Yi              | 000.047   | 00,01 % |
| Sonstige        | 000.216   | 00,04 % |

## Persönlichkeiten
- John Yang Shudao (1919–2010), katholischer Untergrund-Erzbischof von Fuzhou